# SAS (software)
SAS (in origine "Statistical Analysis System") è un complesso di prodotti software integrati (sviluppati dal SAS Institute) che permettono ad un programmatore:
- inserimento, ricerca e gestione di dati;
- generazione di report e grafici
- analisi statistica e matematica
- pianificazione, previsione e supporto alle decisioni
- ricerca operativa e project management
- gestione di qualità
- sviluppo di applicazioni

Inoltre numerosi sviluppatori realizzano molte soluzioni che permettono funzioni quali data warehousing e data mining, gestione delle risorse umane e supporto alle decisioni, gestione finanziaria, ricerca genetica, ecc.

## Base SAS
Il nocciolo del sistema SAS è basato su un pool di applicazioni:
- Base SAS Software, utilizzato per la gestione dei dati
- SAS procedures software, per l'analisi ed il reporting
- Macro facility, un tool per estendere e personalizzare le applicazioni
- DATA step debugger un tool per individuare gli eventuali problemi nelle applicazioni sviluppate.
- Output Delivery System (ODS), un modulo che tratta i risultati per restituirli in formati standard e facilmente gestibili, quali SAS data sets, listing file, o Hypertext Markup Language (HTML)
- SAS windowing environment, un'interfaccia grafica ed interattiva per eseguire e testare le applicazioni sviluppate nell'ambiente SAS.

## SAS: una descrizione
Così come altri linguaggi di programmazione di quarta generazione orientati ai dati quali SQL e Focus, SAS assume una struttura dei file predefinita e lascia al Sistema operativo l'identificazione dei file. Questo permette al programmatore e all'utente di concentrarsi sulla gestione del dato trovandosi all'interno di una sorta di loop. Altre funzioni permettono la generazione di statistiche o report con la semplice definizione del dataset corretto.
Al confronto di altri linguaggi di programmazione generici, questo approccio permette all'utente di preoccuparsi meno di come i dati siano conservati per concentrarsi maggiormente sulle informazioni immagazzinate. Questo permette di sfumare il concetto di programmazione permettendo ad utenti, che non ricadono nel concetto di programmatori quanto in quello del marketing, di sviluppare agilmente applicazioni.